# Fritz Kimm
Fritz Kimm (* 12. Januar 1890 in Kronstadt, Königreich Ungarn; † 5. Mai 1979 in Lechbruck/Allgäu) war ein deutscher Grafiker und Maler.

## Leben
Als Schüler des Kronstädter deutschen Honterus-Gymnasiums erhielt Fritz Kimm, 1896–1909, seinen ersten Zeichenunterricht von Ernst Kühlbrandt, einem bekannten Kunstpädagogen und Maler seiner Heimatstadt. Zwischen 1909 und 1914 studierte Kimm dann figürliches Zeichnen bei Balló an der Budapester Kunstakademie. 1914 wurde er mit dem Nadányi-Preis (als bester Kunstschüler Ungarns) und dem Harkányi-Preis (als bester Aussteller unter 40 Bewerbern) ausgezeichnet und erhielt ein Studienstipendium des ungarischen Staates.
Während des Ersten Weltkriegs diente Kimm, 1915–1918, als Offizier in der k.k. ungarisch-österreichischen Armee, danach, 1918–1920, auch in der königlichen rumänischen Armee. Zwischen 1931 und 1936 war er als Verwalter des Gutes Oltiszem bei Kézdivásárhely (rum. Târgu Secuiesc, dt. Szekler Neumarkt) in der südöstlich gelegenen historischen siebenbürgischen Provinz Szeklerland (heute rum. Județul Covasna) tätig.
Nachdem er auch in der rumänischen Kunstszene präsent war, wurde er 1918 – nach Eigenausstellungen in Hermannstadt und Bukarest – mit dem königlichen Orden „Pentru Merite Artistice“, I. Klasse ausgezeichnet. Während der Nazizeit nahm er unter anderem auch an den umstrittenen Wanderausstellungen volksdeutscher Künstler aus Rumänien, die 1942–1944 im Deutschen Reich gezeigt wurden, teil.
Gegen Ende des Zweiten Weltkriegs floh er vor der heranrückenden Roten Armee in Richtung Westen, lebte dann ab 1944 in Österreich und ließ sich schließlich 1954 als freiberuflicher Grafiker und Maler in Deutschland nieder. 

## Werk
Im Mittelpunkt von Fritz Kimms Schaffensweise, die vom ungarischen Expressionismus geprägt wurde, steht die Zeichnung. In virtuosen Skizzen hat er die Karpaten und die Lebens- und Arbeitswelt der bäuerlichen, in die Landschaft eingebundenen Menschen in sehr spontan und expressiv wirkenden Szenen dargestellt. Dabei entwickelte er eine eigene expressionistische Linienharmonie.
Im Bildgeschehen seiner zahlreichen Zeichnungen und Grafiken fällt auch – ähnlich wie bei Franz Marc – dem Tier (vornehmlich das Pferd) eine dominante Rolle zu. Keiner unter den siebenbürgischen Künstlern hat in so spontan wirkenden Momentaufnahmen Tierszenen wiedergegeben. In den bekannten Zeichnungen, wie z. B. „Holzarbeiter“, „Der Pferdebändiger“ oder „Dorfstraße“, ist die zentralperspektivische Illusion des Raumes eliminiert, wobei die Wahrheit expressionistischer Wirklichkeit aber in hohem Maße gegenwärtig blieb.
Kimm  selbst bekannte sich in seiner späteren gestalterischen Entwicklung als Künstler unter anderen besonders zu Alfred Sohn-Rethel, Ferdinand Hodler und Egon Schiele, die er als Vorbilder ansah.